# Daniyal Ajmétov
Daniyal Kenzhetáyevich Ajmétov (en Kazajo: Дaниал Кенжетaйұлы Ахметов; Pavlodar, 15 de junio de 1954) es un político kazajo que sirvió como ministro de defensa y general del ejército de Kazajistán desde que el primer ministro Karim Masímov lo nombró el 10 de enero de 2007. Previamente había sido primer ministro desde el 13 de junio de 2003 hasta el 9 de enero de 2007. Los críticos se referían a él como "Terminator", un apodo que se ganó siendo gobernador de la provincia de Pavlodar, por las acciones que llevó a cabo para suprimir a los partidarios de Ghalymzhán Zhaqiyánov, el gobernador anterior. Dimitió el 8 de enero de 2007, sin razones aparentes (aunque el presidente Nursultán Nazarbáyev le había criticado en 2006 por malgastar recursos y otros errores administrativos). El presidente administrativo Nazarbáyev aceptó su dimisión tomando el control como primer ministro inmediatamente.

## Trasfondo
Ajmétov es de etnia kazaja. Es licenciado en ingeniería de construcción y economía. Antes de su nombramiento como primer ministro, sirvió como ministro de industria, energía, transporte, y las comunicaciones entre 2001-2003. Intentó abrirse paso con la reforma agraria por la que su predecesor, Imangalí Tasmagambétov, había tenido que dimitir.

## Nombramiento
El presidente Nursultán Nazarbáyev nombró a Ajmétov como primer ministro en una sesión común del parlamento el 13 de junio. Nazarbáyev dio un discurso que decía al primer ministro necesitaba tener experiencia en gobierno provincial porque la nación necesitaba acelerar el paso del desarrollo económico y social. Ajmétov fue aprobado por 36 de 39 senadores y 73 de 77 miembros de los Mazhilis.
Ajmétov dijo al parlamento que él quería continuar en política a pesar del cambio de gobierno y dijo que Kazajistán está "construyendo un estado gobernado por el estado de derecho donde cada uno tiene la derecho a la libertad de pensamiento y de expresión, pero en el que cada uno debe trabajar dentro de la ley". Dijo que no debe haber disidencia, sólo diálogo constructivo y comprensión mutua e hizo una llamada a que cada uno apoyara los programas económicos presidenciales.

## Cambios en la ley del Petróleo
Ajmétov ha trabajado para cambiar la ley del petróleo de Kazajistán a pesar de la fuerte oposición de las empresas extranjeras. En mayo de 2004, recibió una carta de 47 compañías petroleras, incluyendo Chevron Corporation, ExxonMobil, Shell y ENI, quejándose de que los cambios propuestos afectarían negativamente a futuras inversiones. Las empresas no estaban de acuerdo específicamente con los requisitos locales, que dijeron que eran "innecesariamente costosos" y que los requisitos para que el KMG poseyera al menos el 50% de cualquier desarrollo "no podría ser deseable bajo ninguna circunstancia".

## Relaciones Kazajistán-Corea del Sur
Ajmétov se encontró con el primer ministro de Corea del Sur Han Myeong Sook el 23 de septiembre de 2006 en Astaná y firmó varios acuerdos bilaterales estrechando lazos económicos. El Gobierno de Corea del Sur acordó invertir una suma adicional de $2 billion en proyectos conjuntos en energía, extracción de uranio, construcción, transportes y el sector bancario. Ajmétov ofreció a Corea del Sur la opción de participar en el desarrollo de un nuevo tipo de reactor nuclear. Los inversores surcoreanos tienen acciones en más de 300 empresas kazajas. Han invitó al Presidente Nazarbáyev a visitar Corea del Sur en 2007. Han estuvo en Kazajistán hasta el 24 de septiembre. Ella después fue a Uzbekistán.

## Relaciones Kazajistán-Tartaristán
Ajmétov se encontró con Rustam Minnijánov, el primer ministro de la república rusa de Tartaristán, en Astaná (Kazajistán) el 13 de octubre de 2006. Discutieron la creación de un joint venture por el cual construirían helicópteros, el gobierno kazajo invertiría en petroquímicas en Tartaristán y construirían una autopista hacia China occidental que conectaría San Petersburgo con Moscú, Kazán, Orenburgo, Qizilorda, Shymkent y Korgas con la provincia de Xinjiang en China. Ajmétov llamó a la propuesta de autopista "la carretera más corta de enlace entre China y Europa". Iskender Muflijánov, ayudante del primer ministro Minnijánov, dijo que el gobierno tártaro tenía "grandes esperanzas eb ek tráfico marítimo o en el montaje en [Kazajistán] de camiones KamAZ. Trabajando en esta dirección para el proyecto de la autopista del Sur-Oeste en Kazajistán, por regla general, nuestros camiones KamAZ son irremplazables para proyectos de esta magnitud".

## Agitación política en 2007
El presidente Nazarbáyev nombró a Karim Masímov, que había sido el primer ministro suplente para suceder a Daniyal Ajmétov como primer ministro de Kazajistán el 9 de enero de 2007. Ajmétov dimitió el 8 de enero sin ninguna explicación. Los analistas atribuyeron la caída política de Ajmétov a las críticas del Presidente por el descuido administrativo de la economía. El Parlamento de Kazajistán confirmó el nombramiento el 10 de enero. Masímov designó a Ajmétov como Ministro de Defensa reemplazando a Mujtar Altynbáyev y designó formalmente a Aslán Musin, ministro de Economía y Presupuestos, como primer ministro suplente.